# كانداس ألن
كانداس ألن (بالإنجليزية: Candace Allen)‏ (1950، بوسطن في الولايات المتحدة)؛ كاتِبة، كاتبة سيناريو وروائية أمريكية.